# Bloomingburg (New York)
Pour les articles homonymes, voir Bloomingburg.
Bloomingburg est un village du comté de Sullivan, dans l'État de New York, aux États-Unis,. En 2010, il compte une population de 420 habitants.

## Démographie
Lors du recensement de 2010, la ville comptait une population de 420 habitants, tandis qu'en 2016, elle est estimée à 412 habitants.